# Casa de la Virgen María
La Casa de la Virgen María es un lugar religioso cerca de Éfeso, a siete kilómetros de Selçuk, donde, según la tradición del lugar, el apóstol san Juan, huyendo de la persecución en Jerusalén por parte de Herodes Agripa, llevó a la Virgen María tras la crucifixión de Cristo hasta su bienaventurada Asunción, según los católicos.
Se encuentra en la cima de la "Colina del Ruiseñor" (Bülbül Dag), en las laderas del monte Solmiso, a solo unos 6 kilómetros de Éfeso (Turquía).
La religiosa alemana beata Ana Catalina Emmerick habría tenido una visión de María, en su casa, sin haber visitado el lugar, cuya descripción fue publicada, posteriormente, por el escritor Clemens Brentano. Desde su descubrimiento a fines del siglo XIX, el lugar es un destino de peregrinos cristianos y no musulmanes. Las tiras de papel o tela dejadas por los peregrinos en el "muro de los deseos", en el exterior de la Casa, contienen millares de oraciones súplicas o agradecimientos

## Descubrimiento
En 1891 los sacerdotes lazaristas (Congregación de la Misión) Poulin y Jung del colegio francés de Esmirna creyeron haber encontrado la casa descrita en los libros publicados sobre las visiones de Ana Catalina Emmerick. La religiosa vicentina sor Adele Marie de Mandat-Grancey compró el terreno al Estado turco, y los descubridores comenzaron con la reconstrucción de la ruina y la búsqueda de la tumba de Santa María en sus alrededores. 
Según la tradición católica, la tumba de María no existe porque se cree que fue asunta en cuerpo y alma al cielo, por lo que no hay un lugar específico de enterramiento.
La palabra "asunta" se refiere a la Asunción de María, un dogma católico que sostiene que María, la madre de Jesús, fue llevada al cielo en cuerpo y alma sin experimentar la corrupción del cuerpo después de su muerte.

## Reconocimiento
En 1896, tras una consulta hecha por el papa Leon XIII a los descubridores, éste decidió que la casa era un monumento que debía investigarse. Para que el sitio se transformara en un ámbito de veneración, la Iglesia católica lo reconoció como lugar oficial de peregrinación en 1951. Concretamente, después de la definición del dogma de la Asunción en 1950, el papa Pío XII proclamó la casa como «lugar santo» (santuario), privilegio que, más adelante, le conferiría, con carácter permanente, el papa Juan XXIII. Más adelante ha sido visitada por los papas Pablo VI (26 de julio de 1967), Juan Pablo II (29 de noviembre de 1979) y Benedicto XVI (29 de noviembre de 2006). Sin embargo, la Iglesia católica nunca se ha pronunciado sobre la autenticidad de la casa, y es poco probable que lo haga, debido a la falta de evidencia científica aceptable. Todos los años se conmemora el día 15 de agosto, la fiesta de la Asunción de María.

## Arqueología

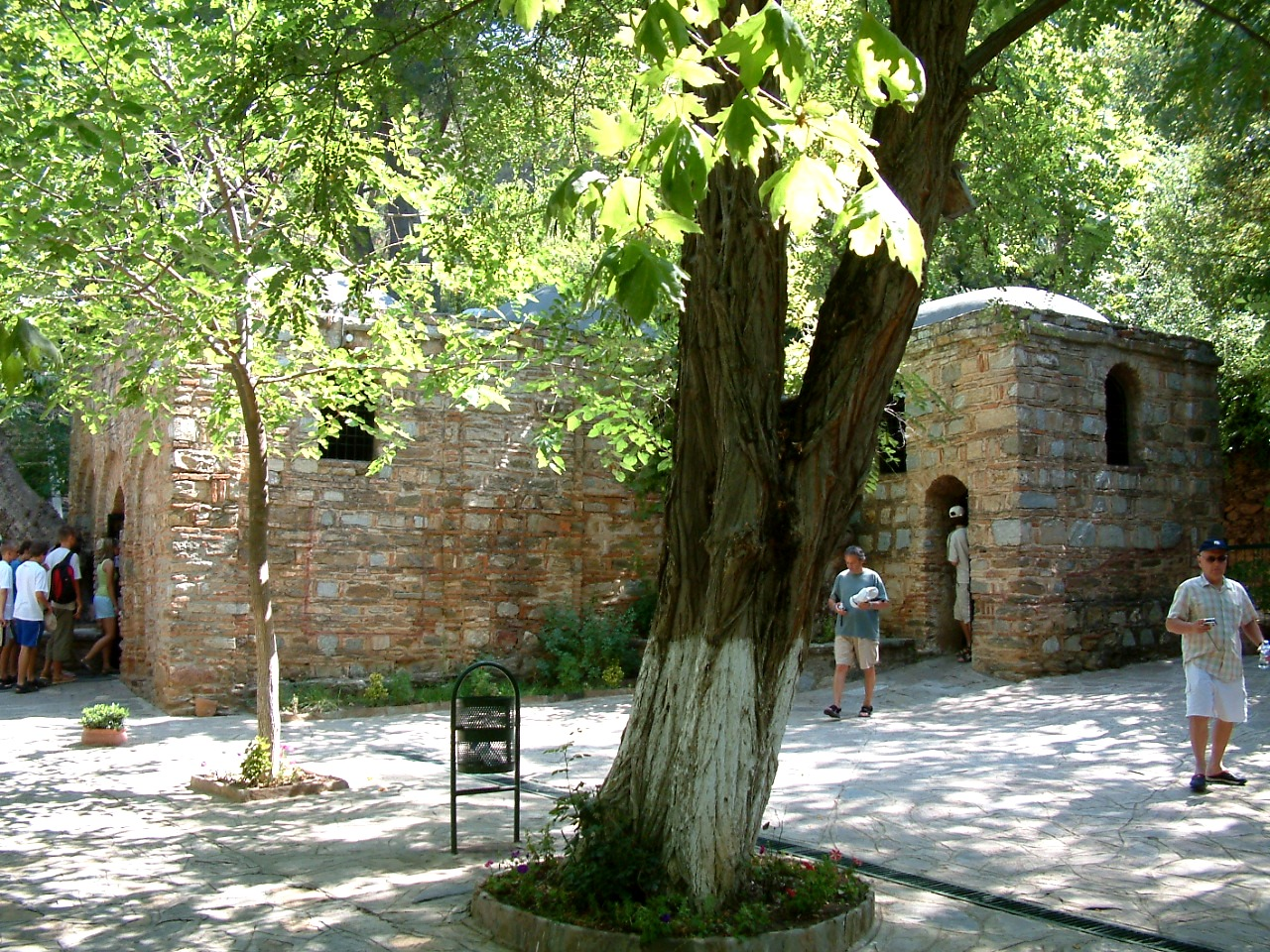
La capilla. Nótese la línea roja que separa la parte restaurada de los vestigios originales.

El edificio en cuestión es realmente una pequeña iglesia bizantina, que data, probablemente, según el plano y la técnica de construcción, del siglo XIII. Aunque se haya construido sobre los vestigios de un edificio más antiguo, no existe ninguna prueba arqueológica que haya podido remontarse al tiempo apostólico.
Los restos de la estructura descubierta se han fechado inicialmente a los siglos VI y VII. Investigaciones más recientes apuntan a la existencia de una villa romana durante los primeros siglos de la era común, posiblemente ya en el primer siglo antes de Cristo. No existen hallazgos de edificación anteriores a la época bizantina, las tumbas encontradas son del siglo VII y VIII. La capilla actual, la que fue construida encima de los restos encontrados, es el resultado de un trabajo de restauración terminado en 1950. La parte restaurada de la capilla se distingue de los restos originales de la estructura por una línea pintada de rojo.